# Euepedanus spinosus
Euepedanus spinosus is een hooiwagen uit de familie Epedanidae.